# Varenne (Métro Paris)

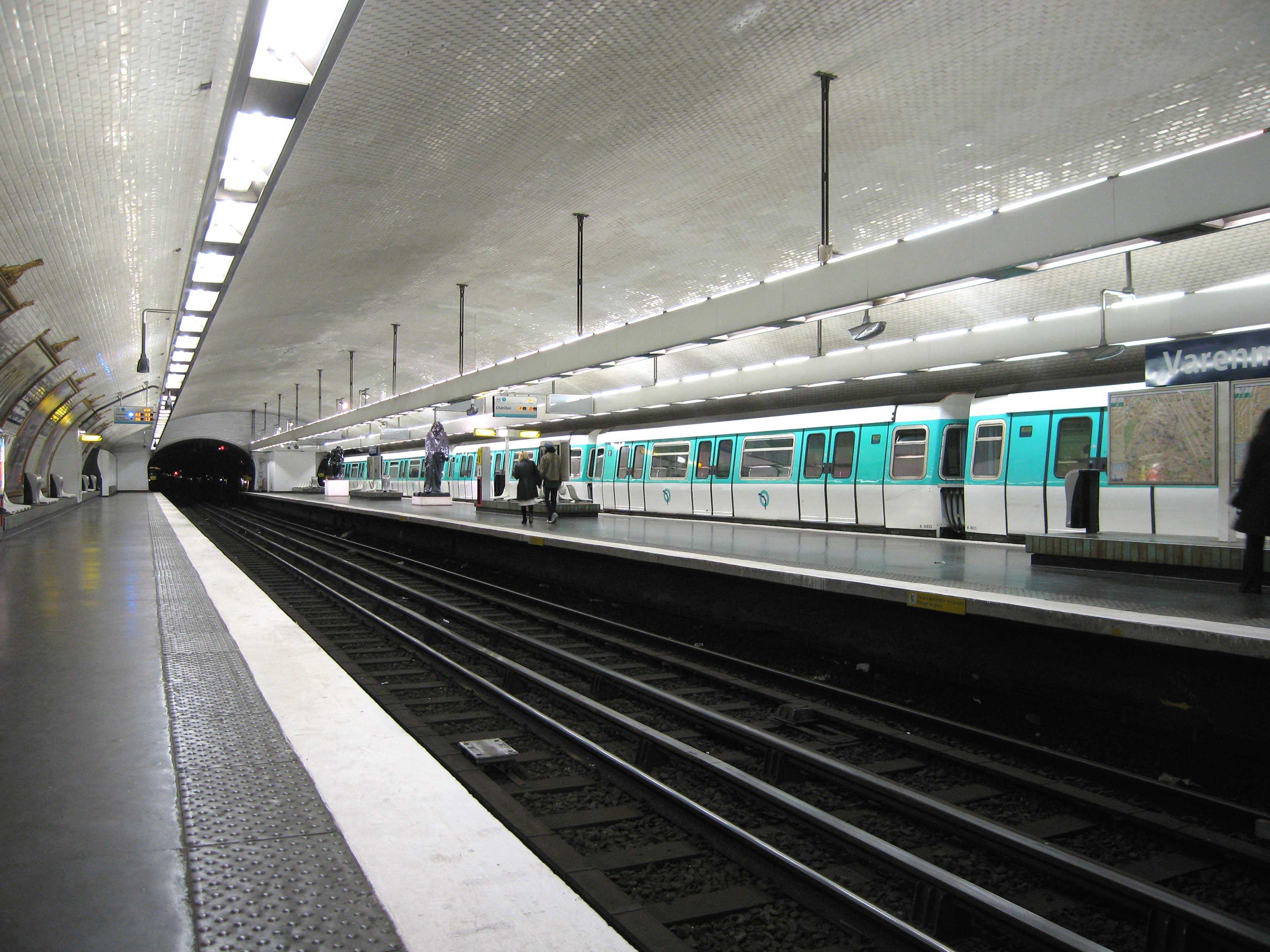
Vor dem Einbau der Bahnsteigtüren, aus der Wendeschleife Invalides eingefahrener Zug der Baureihe MF 77, 2006

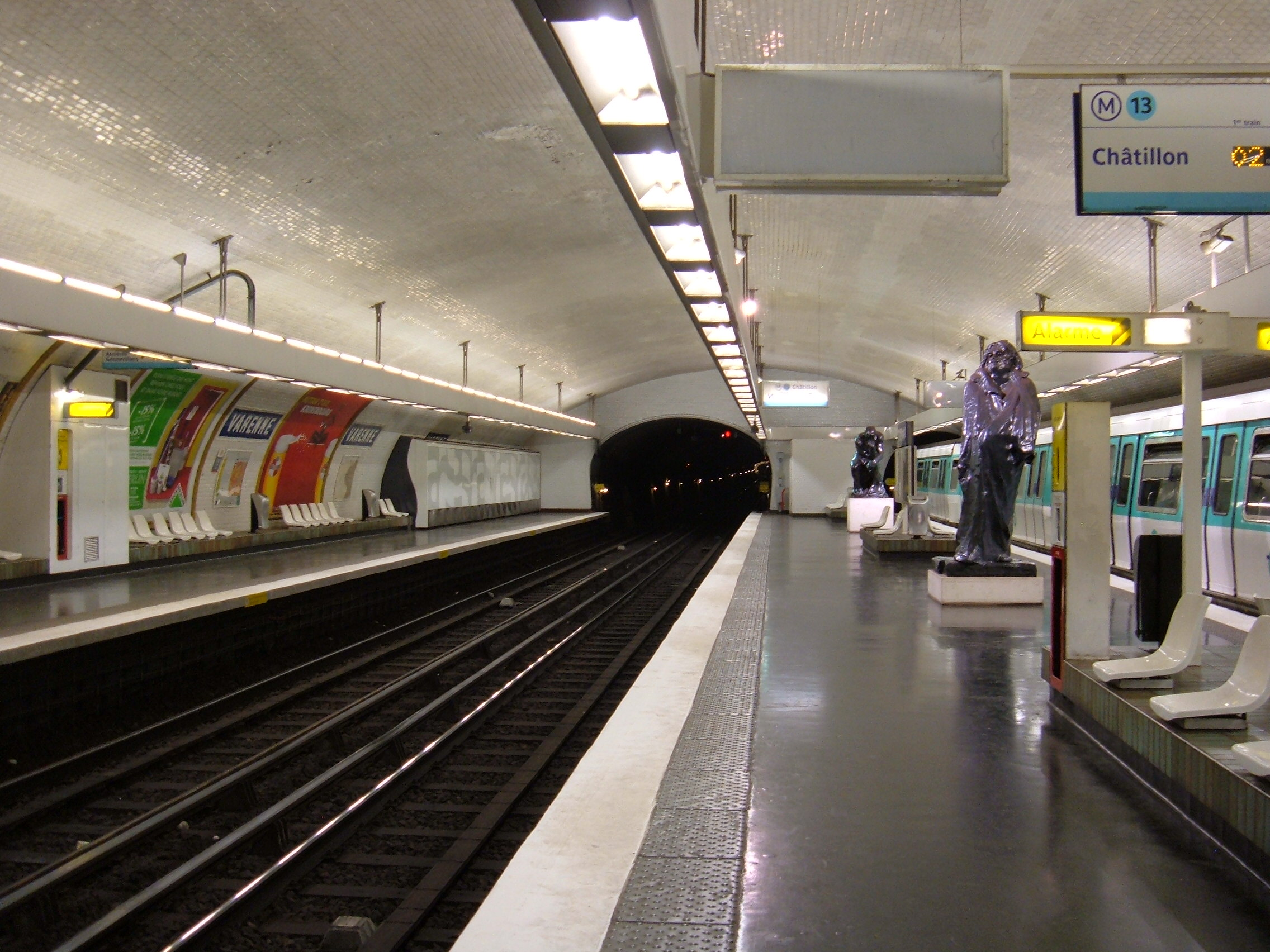
Mittelbahnsteig mit Sitzbänken im Stil „Motte“ und Repliken zweier Skulpturen von Auguste Rodin, 2005

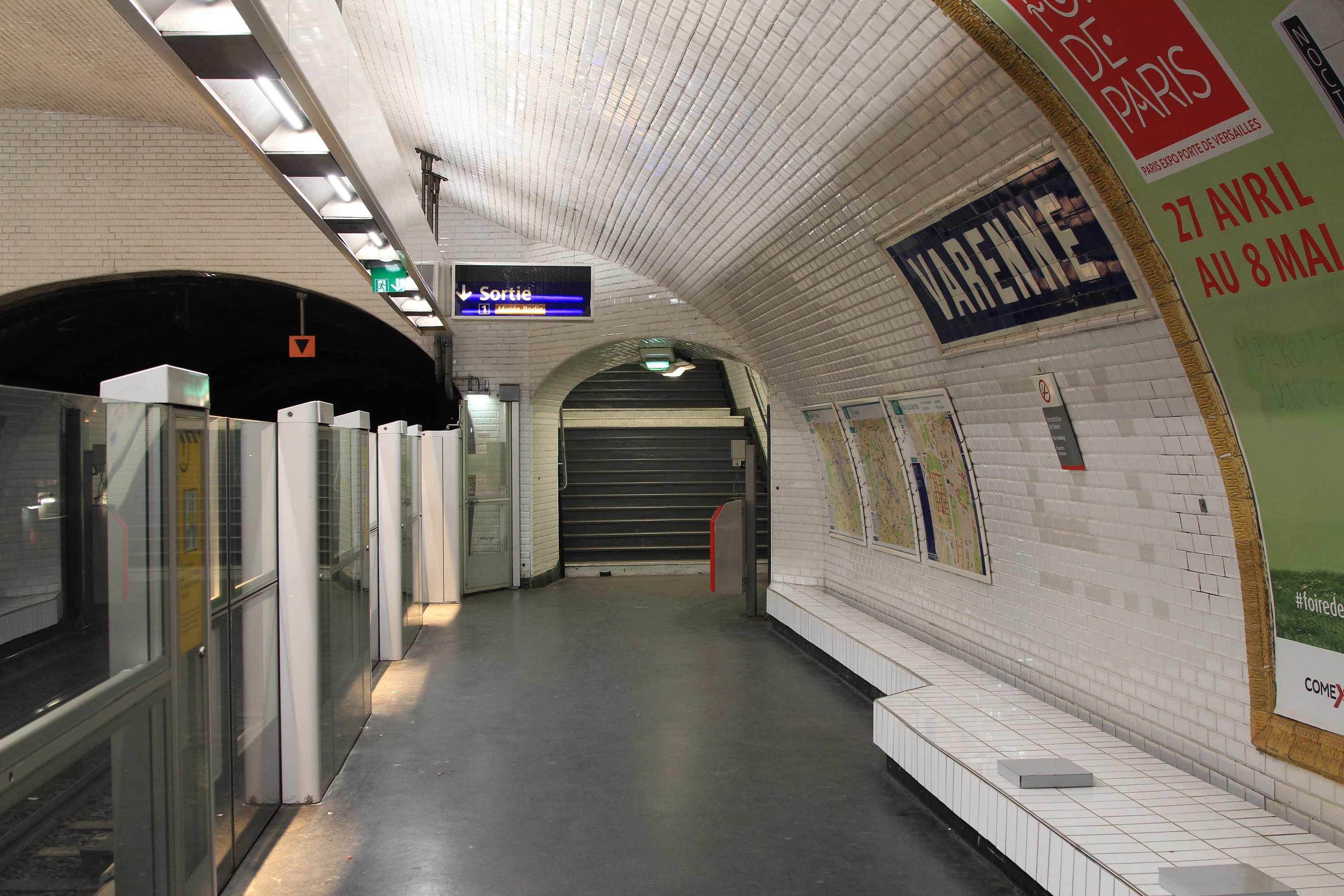
Seitenbahnsteig mit Bahnsteigtüren, weiß geflieste Sitzbänke, 2017

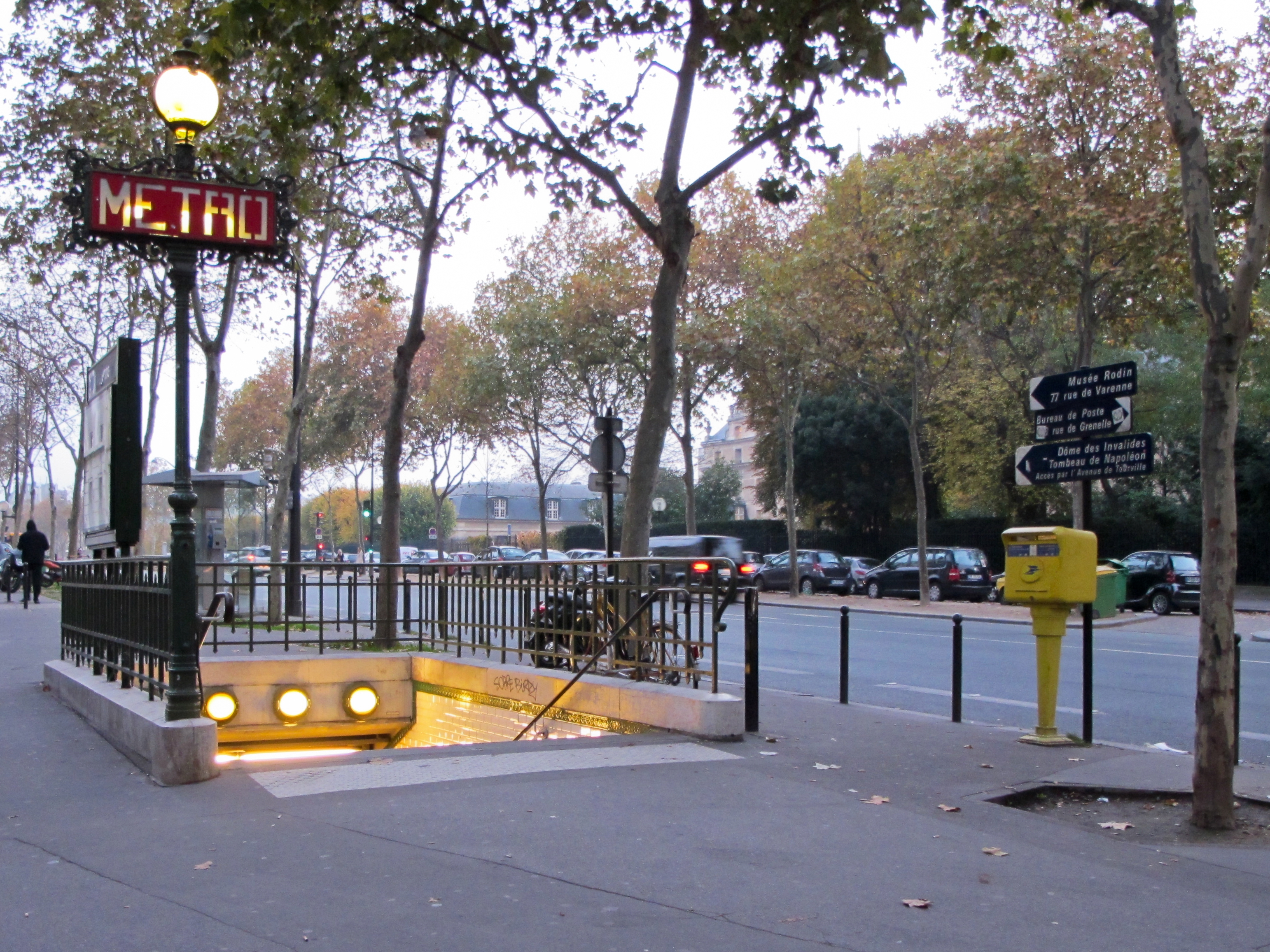
Zugang mit Kandelaber des Typs „Val d’Osne“

Der U-Bahnhof Varenne [vaʁɛn] ist eine unterirdische Station der Linie 13 der Pariser Métro.

## Lage
Die Station befindet sich im Quartier des Invalides des 7. Arrondissements von Paris. Sie liegt längs unter dem Boulevard des Invalides in Höhe der nach Osten abgehenden Rue de Varenne.

## Name
Namengebend ist die Rue de Varenne. „Varenne“ ist eine Abwandlung des Wortes „garenne“ (dt.: Wildkaninchenrevier). Dieser von Kaninchen besiedelte Bereich befand sich auf dem Gebiet der Abtei Saint-Germain-des-Prés.

## Geschichte und Beschreibung
Die Station wurde am 30. Dezember 1923 in Betrieb genommen, als die Compagnie du chemin de fer métropolitain de Paris (CMP) den ersten Abschnitt der damaligen Linie 10 zwischen den Stationen Invalides und Croix-Rouge eröffnete. Am 27. Juli 1937 wurde die Führung einiger Métrolinien im Süden von Paris geändert, an der Station Varenne verkehrte fortan die Linie 14. Zu Beginn des Zweiten Weltkriegs wurde der U-Bahnhof 1939 geschlossen und erst am 24. Dezember 1962 wiedereröffnet.
Die Linie 14 wurde am 9. November 1976 mit der Linie 13 verbunden und erhielt deren Linienbezeichnung. Die Liniennummer 14 wurde 1998 an eine Neubaustrecke vergeben.
Die Station liegt unter einem elliptischen, weiß gefliesten Gewölbe. Sie ist 75 m lang und weist einen Seiten- und einen Mittelbahnsteig an drei Gleisen auf. Am auf der Ostseite befindlichen Seitenbahnsteig verkehren alle nordwärts verkehrenden Züge, am östlichen Gleis des Mittelbahnsteigs die von der Rive Droite kommenden. Dessen westliches Gleis ist den südwärts fahrenden Zügen vorbehalten, die aus der Wendeschleife am U-Bahnhof Invalides einfahren. In den 1970er Jahren wurde die Station umgestaltet. Dem nach dem Designer Joseph-André Motte „Motte“ genannten Stil entsprechend erhielt sie mit (in diesem Fall grauen und mattblauen) Fliesen belegte Sitzbänke sowie Lichtbänder über den Bahnsteigen. Auf dem Mittelbahnsteig wurden Repliken zweier Skulpturen von Auguste Rodin aufgestellt. Zwischen 2009 und 2012 wurden die Bänke auf dem Mittelbahnsteig wieder entfernt, 2017 die auf dem Seitenbahnsteig weiß gefliest.
Die Station hat nur einen Ausgang, er ist durch einen Kandelaber der Bauart Val d’Osne gekennzeichnet. Im Zuge der Umstellung der Linie 13 auf automatischen Zugbetrieb wurden die Bahnsteige im Jahr 2012 mit Bahnsteigtüren versehen.
Am 29. Juli 2007 fing ein Bremsklotz eines von Norden in die Station einfahrenden Zugs Feuer. Zwar konnte der Brand schnell gelöscht werden, 15 Personen erlitten jedoch schwere und 20 weitere Menschen leichtere Vergiftungen.

## Fahrzeuge
Die Linie 13 wird seit 1978 von Fahrzeugen der Baureihe MF 77 befahren. Vorher waren dort Fahrzeuge des Typs MF 67 unterwegs, die ihrerseits 1976 die Sprague-Thomson-Züge ablösten.

## Umgebung
In der Nähe der Station Varenne befinden sich der Museumskomplex Hôtel des Invalides mit der Grabstätte Napoleon Bonapartes im Invalidendom, das dem Werk des Bildhauers Auguste Rodin gewidmete Museum Musée Rodin und der Amtssitz des Premierministers Hôtel Matignon.

## Sonstiges
Die Station Varenne diente als Drehort für den Spielfilm Charade aus dem Jahr 1963. Hierfür wurde sie als fiktive unterirdische Station Saint-Jacques auf der Linie 1 beschildert. Eine Station Saint-Jacques existiert tatsächlich als zweigleisige oberirdische Station der Linie 6.